# Carex traversii
Carex traversii är en halvgräsart som beskrevs av Thomas Kirk. Carex traversii ingår i släktet starrar, och familjen halvgräs. Inga underarter finns listade i Catalogue of Life.